# Œdipe à Colone
Œdipe à Colone (Edipo a Colono) è un melodramma francese (tragédie lyrique) in 3 atti di Antonio Sacchini su libretto di Nicolas-François Guillard liberamente tratto dalla tragedia omonima di Sofocle.

## Le vicende storiche
L'opera fu completata da Sacchini nel novembre del 1785 e la regina Maria Antonietta, alta protettrice del compositore, insisté perché la stessa venisse data al più presto per inaugurare l'ancora non perfettamente ultimato teatro della Reggia di Versailles. Qui l'opera fu rappresentata il 4 gennaio 1786, alla presenza del re Luigi XVI, oltreché, ovviamente, della stessa regina. L'esito dello spettacolo risultò abbastanza insoddisfacente, probabilmente soprattutto a causa delle difficoltà di allestimento, e la regina volle consolare il suo protetto Sacchini impegnandosi a far ripresentare l'opera dai complessi dell'Académie Royale,  al ritorno, in autunno, nel Castello di Fontainebleau. Tuttavia Maria Antonietta, politicamente indebolita dall'esito disastroso del cosiddetto "affare della collana" ed accusata di estorofilia nei suoi gusti musicali, non fu in grado di resistere alle pressioni esercitate su lei perché l'opera rappresentata fosse invece la Phèdre di Jean-Baptiste Lemoyne. Questo cambiamento di programma, che ella stessa comunicò personalmente a Sacchini, dopo molte esitazioni, rappresentò per il compositore, gravemente ammalato di gotta, un colpo terribile, dal quale egli non riuscì a rimettersi, e che lo portò di lì a poco alla morte. Quando si diffuse la notizia, l'emozione fu generale: Niccolò Piccinni, avversario, in certo senso, di Sacchini, tenne una commovente orazione funebre e il Comitato dell'Opéra, senza neppure più bisogno di sollecitazioni dall'alto, decise senz'altro di un mettere l'opera in cartellone. Essa fu quindi di nuovo rappresentata, questa volta trionfalmente, nella Salle de la Porte-Saint-Martin, all'epoca sede provvisoria dell'Académie, la sera del 1º febbraio 1787. Da allora in avanti, l'opera fu messa in scena nel massimo teatro parigino ogni anno dal 1787 al 1830, nonché nel luglio del 1843 e nel maggio del 1844, per un totale di 583 recite, diventando l'opera più famosa di Sacchini ed una delle più durevoli in cartellone di tutto il Settecento.
L'opera conobbe anche una larga fortuna europea e fu tradotta in olandese, tedesco, svedese, russo e italiano (traduzione di Giovanni Schmidt), ma uscì quasi completamente dal repertorio con gli anni '30 dell'Ottocento. Nonostante il suo enorme successo iniziale, essa, come del resto tutta la musica di Sacchini, non ha goduto di significativa attenzione in epoca moderna: non si registrano messe in scena teatrali, ma soltanto un paio di esecuzioni in forma di concerto (di cui una radiofonica in italiano del 1971, con Renato Bruson come protagonista) e due registrazioni discografiche nel biennio 2005/2006.
Secondo Lajarte le pagine più fortunate dell'opera furono:
- l'aria di Edipo "Antigone me reste" del terzo atto;
- l'inno e marcia dei sacerdoti dall'atto primo;
- la scena del secondo atto tra Edipo e Antigone "Ah! N'avançons pas ... Filles du Styx"
- il pezzo d'insieme sempre del secondo atto, scena quarta;
- l'aria di Polinice "Le fils des dieux" del primo atto.

## Soggetto
Il soggetto del libretto di Guillard è tratto direttamente dall'Edipo a Colono di Sofocle,

"la tragedia crepuscolare della morte di un vecchio esausto: morte annunciata e permessa, per acquiescenza alla volontà degli dei (...) Si conclude così la lunga tragedia di una famiglia, di una città e delle loro divinità: la tripla lacerazione dei vincoli naturali, politici e religiosi, in cui soltanto il conflitto con il divino ha una risoluzione. (...) Dei tre poli, natura, politica e religione, era inevitabile che un uomo della fine del XVIII secolo privilegiasse il primo. Tale è la scelta di Guillard, che trasforma Edipo a Colono in un dramma familiare dove è in gioco il ripristino del legame naturale tra un padre e il figlio indegno, Polinice, che egli ha maledetto. Da quando Polinice è colto da un profondo pentimento ed Edipo, per un accesso di compassione paterna, si apre al perdono, nulla si oppone più alla risoluzione politica e religiosa del conflitto (...)
Un tempo, niente sfuggiva alla collera tragica. Alla fine del XVlll secolo, niente sfugge all'ottimismo e alla furia della felicità terrena, nell'infatuazione di un lirismo preromantico. Così è il mito, che si trasforma secondo il gusto dell'epoca e il concetto di mondo".

Edipo, dopo aver inconsapevolmente ucciso il padre naturale (a lui sconosciuto) Laio, ne ha sposato, sempre inconsapevolmente, la vedova (e sua madre naturale) Giocasta, ed è salito al trono di Tebe. Dall'incesto sono nati quattro figli. Quando, dopo molti anni, lui e Giocasta apprendono la verità, la donna si impicca per disperazione e lui incanutisce e si acceca trasformandosi un vecchio storpio. I figli maschi gemelli, Eteocle e Polinice, approfittano della situazione per cacciarlo da Tebe e impadronirsi in condominio del trono, mentre le figlie Antigone ed Ismene (quest'ultima però cancellata, per ragioni di economia drammatica, da Guillard) lo seguono amorevolmente nell'esilio. La lotta per il potere, in seguito scoppiata tra i due fratelli, ha visto inizialmente vincitore Eteocle, e Polinice ha dovuto riparare ad Atene per chiedere aiuto al re Teseo.

### Atto I
Teseo non solo accoglie con favore Polinice e lo riconosce legittimo sovrano di Tebe, ma, in pegno di alleanza e di aiuto, gli concede la mano della figlia Erifile (scene 1-2). Mentre si preparano le nozze, con canti e balletto, ed Erifile ondeggia tra la gioia per il matrimonio e il dispiacere per il prossimo distacco dalla patria, Polinice confessa a Teseo i torti da lui commessi nei confronti del padre che ha costretto all'esilio, ma Teseo lo consola sostenendo che "il rimorso vale a sostituire l'innocenza (Le remords tient lieu de l'innocence)" (scene 3-4). Al tempio, i due uomini si uniscono ad Erifile per invocare le dee, i sacerdoti si avvicinano cantando all'altare, quando l'ira divina è annunciata da terribili accadimenti: le porte del tempio si spalancano dinnanzi all'incombere delle Eumenidi e l'altare si incendia provocando il fuggi fuggi degli astanti (scena 5).

### Atto II
Il secondo atto si apre con Polinice che si aggira, attanagliato dai rimorsi, in una località solitaria non lontana dal tempio (aria: "Helas! d'une si pure flamme"). Qui scorge approssimarsi due logore figure in cui riconosce, non visto, il padre e la sorella erranti. Il vecchio invoca la vendetta nei confronti dei figli (e di Polinice in particolare) e compiange invece la sorte che la misera Antigone ha voluto legare alla sua. Essendo ormai giunti in prossimità del tempio, Edipo intende le Eumenidi furiose e piomba in una scena di pazzia, rivivendo l'uccisione del padre e scambiando la figlia per la defunta madre/moglie Giocasta (scene 1-2). Non appena riavutosi, Edipo e la figlia sono circondati dal popolo di Colono, infuriato per la presunta profanazione del recinto del tempio da parte dei due viandanti, né, dato il disprezzo generale che circonda l'uomo, la loro situazione migliora quando rivelano chi sono. Solo l'arrivo e la pietà di Teseo, chiamato precipitosamente da Polinice, risolvono la situazione, e Edipo e la figlia ricevono asilo ad Atene (scene 3-4).

### Atto III
Polinice ed Antigone sono accomunati nel dolore e nella preoccupazione per il padre: la giovane canta l'aria "Dieux! ce n'est pas pour moi ..." e, nel duetto che segue, Polinice si proclama disponibile a rinunciare al trono ed alla mano di Erifile, e poi anche ad aiutare il padre a riconquistarlo (scena 1). A richiesta di Teseo, Antigone avvicina il padre cercando di intercedere per il fratello pentito, ma ciò vale soltanto a provocare le invettive del vecchio che crede ormai che anche lei lo abbia tradito. Entra in scena allora direttamente Polinice invocando il perdono del padre e, di fronte al rinnovarsi della maledizione di questi nei confronti dei figli perché si scannino a vicenda nella lotta per il potere, gli si getta ai piedi chiedendo di essere ucciso sul posto da lui stesso. Finalmente colpito dal lacerante pentimento del figlio, Edipo alla fine accetta di riconciliarsi con lui (scene 2-3). Allontanandosi drasticamente dal mito, è lo stesso gran sacerdote ad annunciare, nell'ultima scena, che gli dei sono appagati, e l'opera può chiudersi nel coro, tripudio e danze finali di prammatica ("Œdipe en pardonnant a désarmé les dieux").

## Personaggi ed interpreti
| Personaggio                        | Tipologia vocale | Interpreti della prima esecuzione pubblica Opéra, 1º febbraio 1787 (Direttore d'orchestra: Jean-Baptiste Rey) (Coreografia: Maximilien Gardel) |
| ---------------------------------- | ---------------- | --- |
| Antigone                           | soprano          | Anne Chéron (nata Cameroy, e detta "m.lle Dozon")                                                                                              |
| Polinice                           | tenore           | Étienne Lainez (o Lainé) |
| Thésée (Teseo)                     | baritenore       | Louis-Claude-Armand Chardin ("Chardini") |
| Œdipe (Edipo)                      | basso            | Auguste-Athanase (Augustin) Chéron |
| Eriphile (Erifile)                 | soprano          | Adelaïde Gavaudan, cadette |
| Le grand prêtre, il gran sacerdote | basso-cantante   | Jean-Pierre (?) Moreau |
| Un coryphée, un corifeo            | baritenore       | Martin |
| Une coryphée, una corifea          | soprano          | Anne-Marie Jeanne Gavaudan, l'aînée |
| une voix una voce                  | haute-contre     | [ 10 ] |
| un herault un araldo               | baritono         | Châteaufort |

## Registrazioni
Ordine degli interpreti: Œdipe, Antigone, Polynice, Thésée, Eriphile, Le Grand-Prêtre, un'ateniese, un corifeo, un araldo
- MRF (Morgan Recording Federation) 153 (1977) - Renato Bruson, Radmila Bakocevic, Herbert Handt, Juan Oncina, Maria Cândida, Robert Amis El-Age, Nicoletta Panni, Walter Brighi (tenore), Giuseppe Scaleo - Coro e Orchestra da camera "Alessandro Scarlatti" di Napoli della RAI, dir. Franco Caracciolo (registrazione radiofonica dal vivo 1971, in italiano)
- Dynamic 494/1-2 CD - Sviatoslav Smirnov (baritono),  Manon Feubel (soprano), Fabrice Mantegna (tenore), Daniel Galvez-Vallejo (tenore), Raphaëlle Farman (soprano), Jacques Gay (basso-baritono), Géraldine Casey (soprano), non indicati, Chœur de Chambre et Orchestre de la Camerata de Bourgogne, dir. Jean-Paul Penin (prima registrazione mondiale giugno 2004, pubblicata 2005)
- Naxos, 2006 CD - François Loup (basso-baritone), Nathalie Paulin (soprano), Robert Getchell (tenore), Tony Boutté (tenore), Kirsten Blaise (soprano), Jonathan Kimple (basso-baritono), Kara Morgan, Philip Cave (tenore), Jason Kaminski (baritono), Coro e Orchestra Opera Lafayette, dir. Ryan Brown